# 片岡神社 (王寺町)
片岡神社（かたおかじんじゃ）は、奈良県北葛城郡王寺町本町二丁目にある神社。式内社（名神大社）で旧社格は郷社。

## 歴史

### 概史
太古は王寺町本町の小字大峯に鎮座したと伝える。大同元年（806年）大和に七戸、遠江に八戸、近江二十五戸の神封を当てられ（新抄格勅符抄）、延喜式神名帳には名神大社に列格し、祈雨神祭にも預かった名社であった。
明治6年（1873年）4月、郷社に列せられた。

### 神階
- 天安3年（859年）1月27日、従五位下勲八等から正五位上勲八等（『日本三代実録』）

## 交通アクセス
- JR西日本大和路線・和歌山線王寺駅から徒歩15分